# Ira Loren Wiggins
Ira Loren Wiggins (Madison (Wisconsin), 1 januari 1899 – Palo Alto (Californië), 28 november 1987) was een Amerikaans botanicus.
Na het behalen van zijn middelbareschooldiploma in 1918, ging hij naar Occidental College in Los Angeles met de intentie om een Presbyteriaans predikant te worden. Het was botanicus Frank Jason Smiley die hem hier enthousiasmeerde voor de botanie. In 1925 behaalde hij zijn M.A. aan de Stanford University bij LeRoy Abrams na het schrijven van zijn scriptie A Systematic Study of the Pacific Coast Malvaceae.
Tussen 1925 en 1927 onderwees Wiggins aan Occidental College, waarna hij terugkeerde naar Stanford om een PhD te behalen. In 1930 behaalde hij hier zijn PhD. met het proefschrift Flora of San Diego County, California. Hetzelfde jaar werd hij aan Stanford benoemd tot assistant professor. In 1936 werd hij vervolgens gepromoveerd tot associate professor en in 1940 volgde de promotie tot gewoon hoogleraar. Hij bleef tot 1964 verbonden aan Stanford. Hierna was hij nog als docent verbonden aan California State University, Fullerton en de University of Florida.
Wiggins ondernam meerdere studiereizen naar de Sonorawoestijn in het Mexicaanse Baja California. Zijn samenwerking met Forrest Shreve resulteerde in een beschrijving van de flora van de Sonorawoestijn. Ook ging hij naar Barrow (Alaska), waarbij hij gedurende een jaar werd geassisteerd door John Hunter Thomas en Henry Joseph Thompson . Dit resulteerde in een beschrijving van de flora van de arctic slope van Alaska door Wiggins en Thomas. Hij ondernam ook nog een expeditie naar de Galapagoseilanden . Dit resulteerde in samenwerking met Duncan MacNair Porter in een beschrijving van de flora van de Galapagoseilanden.
Wiggins was lid van vele biologische organisaties en kreeg meerdere onderscheidingen. Van de Botanical Society of America kreeg hij in 1960 de Merit Award. Van de California Academy of Sciences reeg hij in 1964 de dat jaar ingestelde Fellows Medal. Naast zijn kennis over planten, had hij ook kennis over dieren en publiceerde hij een aantal artikelen over ornithologie. Tevens was hij een vaardig botanisch tekenaar en illustreerde hij vaak zelf zijn publicaties. Hij heeft meerdere botanische namen (mede)gepubliceerd, waaronder Jatropha cuneata.

## Selectie van publicaties
- A Flora of the Alaskan Arctic Slope; Ira Loren Wiggins & John Hunter Thomas (1962)
- Flora of the Sonoran Desert; Ira Loren Wiggins & Forrest Shreve (1964)
- Flora of the Galápagos Islands; Ira Loren Wiggins & Duncan MacNair Porter; Stanford University Press (1971)
- Flora of Baja California; Ira Loren Wiggins (1980)